# Sivry-la-Perche
Pour les articles homonymes, voir Sivry.
Sivry-la-Perche est une commune française située dans le département de la Meuse, en région Grand Est.

## Géographie

### Situation

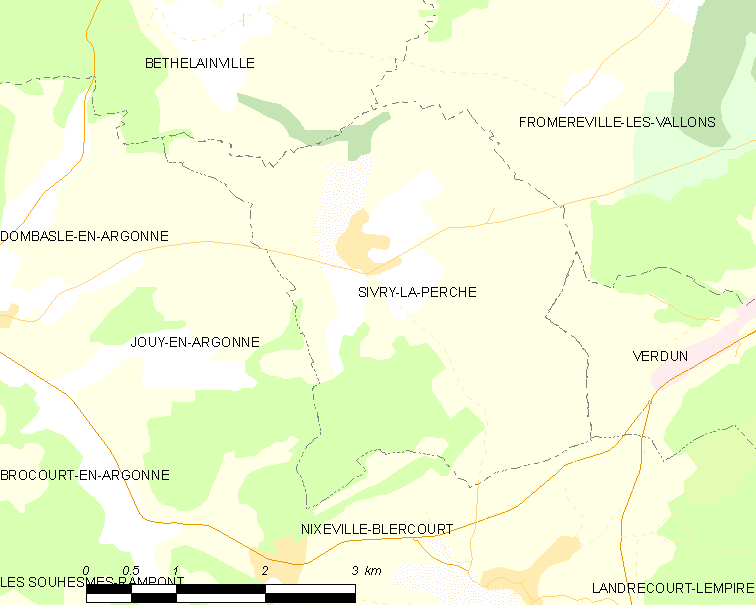
Carte de la commune.

Ce village est situé à 13 km au sud-ouest de Verdun.

#### Communes limitrophes
| Béthelainville  | Béthelainville  | Fromeréville-les-Vallons |
| Jouy-en-Argonne | Sivry-la-Perche | Fromeréville-les-Vallons |
| Jouy-en-Argonne | Jouy-en-Argonne | Nixéville-Blercourt      |

### Hydrographie
La commune est traversée par la ligne de partage des eaux entre les bassins versants de la Meuse et de la Seine au sein respectivement du bassin Rhin-Meuse et du bassin Seine-Normandie. Elle est drainée par le ruisseau de Fromereville et la Fosse le Laviaux,.

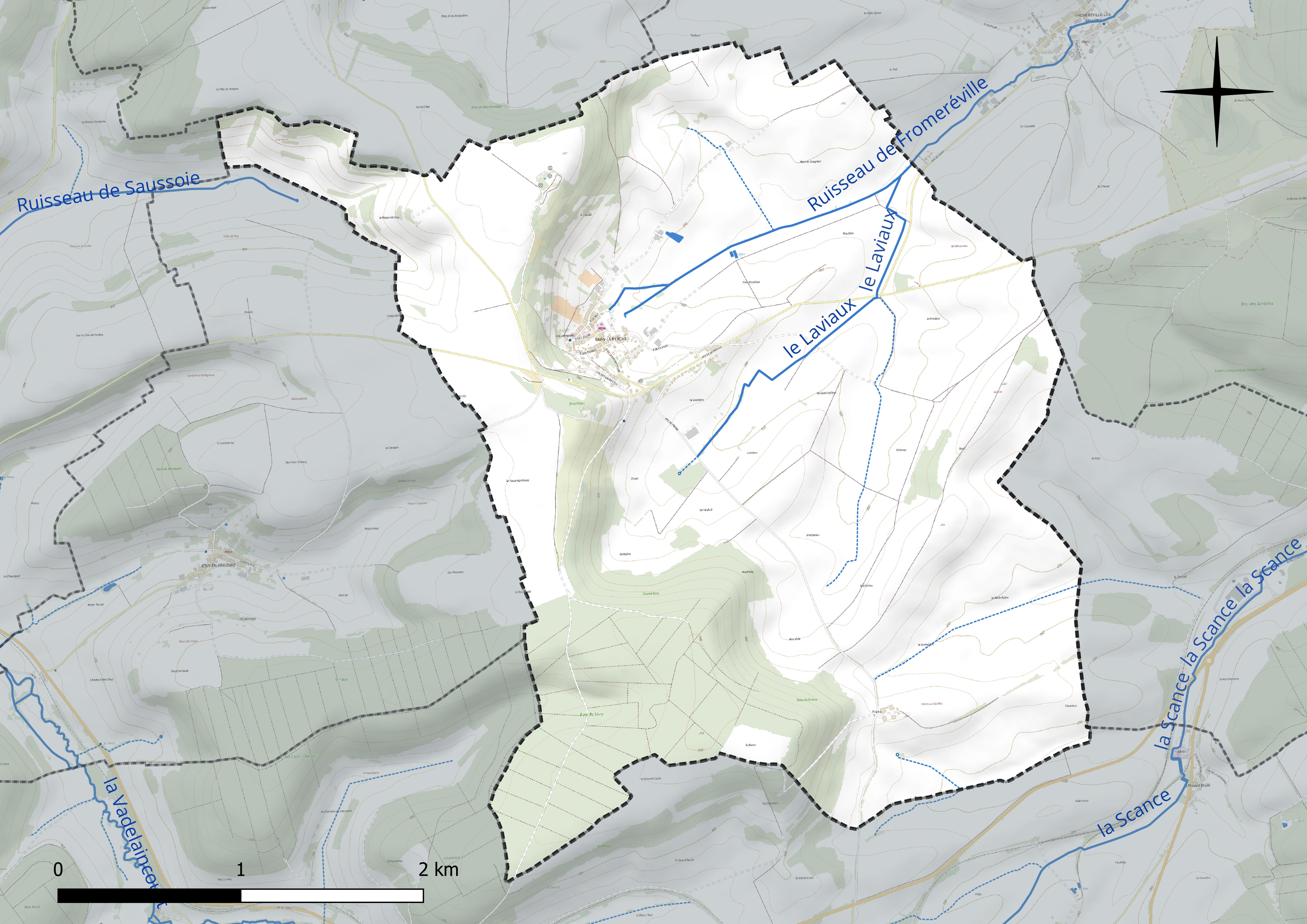
Réseau hydrographique de Sivry-la-Perche.

### Climat
Pour des articles plus généraux, voir Climat du Grand Est et Climat de la Meuse.
En 2010, le climat de la commune est de type climat de montagne, selon une étude du Centre national de la recherche scientifique s'appuyant sur une série de données couvrant la période 1971-2000. En 2020, Météo-France publie une typologie des climats de la France métropolitaine dans laquelle la commune est exposée à un climat océanique altéré et est dans la région climatique  Lorraine, plateau de Langres, Morvan, caractérisée par un hiver rude (1,5 °C), des vents modérés et des brouillards fréquents en automne et hiver. 
Pour la période 1971-2000, la température annuelle moyenne est de 9,5 °C, avec une amplitude thermique annuelle de 15,6 °C. Le cumul annuel moyen de précipitations est de 1 013 mm, avec 14 jours de précipitations en janvier et 9,6 jours en juillet. Pour la période 1991-2020, la température moyenne annuelle observée sur la station météorologique de Météo-France la plus proche, « Aubréville_sapc », sur la commune d'Aubréville à 12 km à vol d'oiseau, est de 10,9 °C et le cumul annuel moyen de précipitations est de 854,3 mm. 
La température maximale relevée sur cette station est de 41,8 °C, atteinte le 25 juillet 2019 ; la température minimale est de −15,7 °C, atteinte le 20 décembre 2009,,. 
Les paramètres climatiques de la commune ont été estimés pour le milieu du siècle (2041-2070) selon différents scénarios d'émission de gaz à effet de serre à partir des nouvelles projections climatiques de référence DRIAS-2020. Ils sont consultables sur un site dédié publié par Météo-France en novembre 2022.

## Urbanisme

### Typologie
Au 1er janvier 2024, Sivry-la-Perche est catégorisée commune rurale à habitat dispersé, selon la nouvelle grille communale de densité à sept niveaux définie par l'Insee en 2022.
Elle est située hors unité urbaine. Par ailleurs la commune fait partie de l'aire d'attraction de Verdun, dont elle est une commune de la couronne,. Cette aire, qui regroupe 103 communes, est catégorisée dans les aires de moins de 50 000 habitants,.

### Occupation des sols
L'occupation des sols de la commune, telle qu'elle ressort de la base de données européenne d’occupation biophysique des sols Corine Land Cover (CLC), est marquée par l'importance des territoires agricoles (81,2 % en 2018), en augmentation par rapport à 1990 (76,7 %). La répartition détaillée en 2018 est la suivante : 
terres arables (47,4 %), prairies (30,5 %), forêts (16,7 %), zones agricoles hétérogènes (3,3 %), zones urbanisées (2,1 %). L'évolution de l’occupation des sols de la commune et de ses infrastructures peut être observée sur les différentes représentations cartographiques du territoire : la carte de Cassini (XVIIIe siècle), la carte d'état-major (1820-1866) et les cartes ou photos aériennes de l'IGN pour la période actuelle (1950 à aujourd'hui).

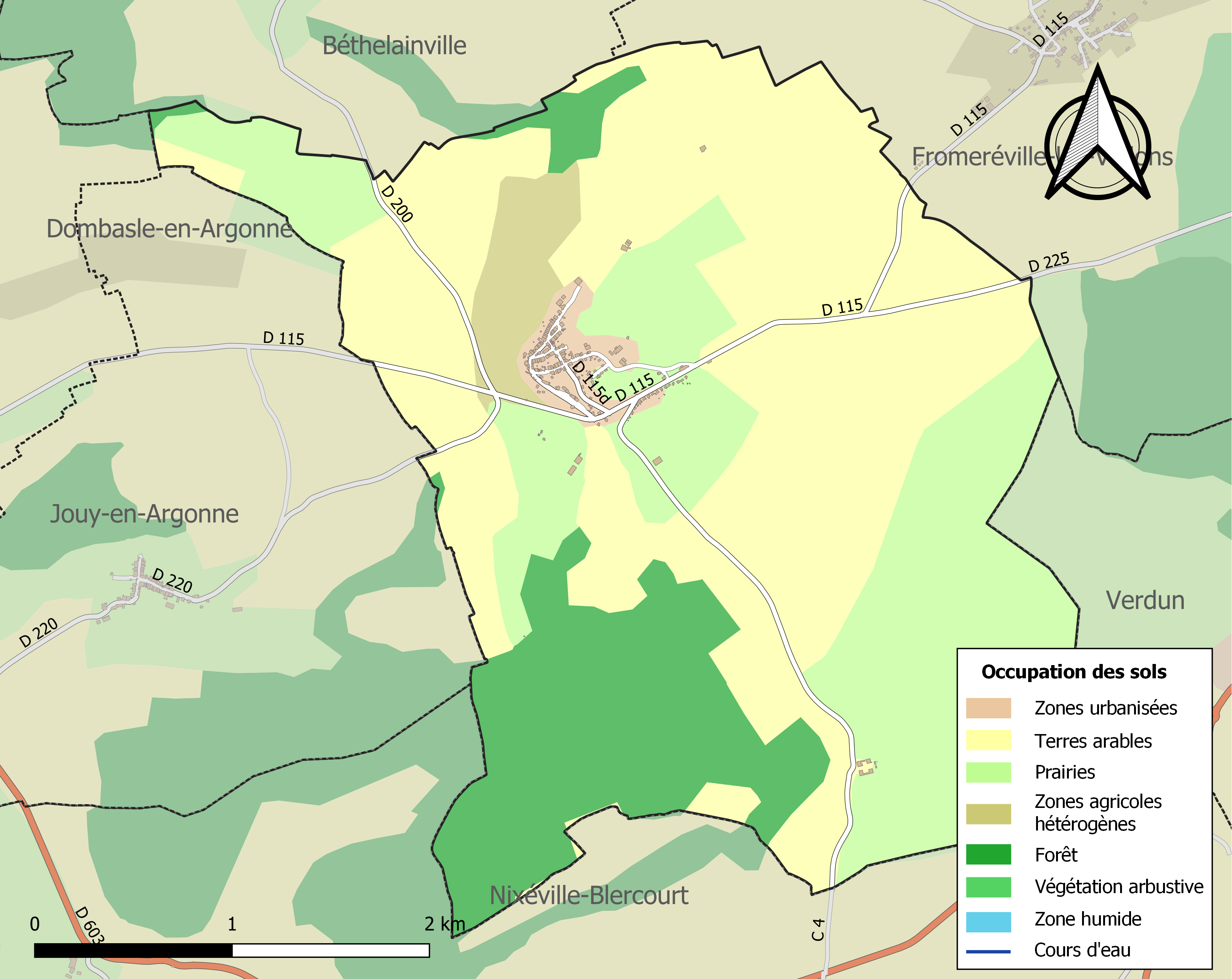
Carte des infrastructures et de l'occupation des sols de la commune en 2018 (CLC).

## Toponymie
Le nom de la localité est attesté sous les formes Siverei en 1165 ; Syverei-la-Perche en 1246 ; Sivery-la-Perche en 1549 ; Suvrey-la-Perche, Sureyum-ad-Perticam en 1642 ; Sivreium-ad-Perticam en 1738 ; Xivry-la-Perche en 1756.

Il s'agit d'une formation toponymique gallo-romaine en -(i)acum,, suffixe de localisation et de propriété d'origine gauloise. Le premier élément est un anthroponyme selon le cas général. Albert Dauzat hésite entre les noms de personne latin Severius, variante de Severus (cf. Sévère / saint Sever) et Superius (cf. saint Supéry), mais Ernest Nègre ne retient que l'hypothèse Severius, sans doute parce que les formes les plus anciennes de la plupart des Sivry ne sont jamais du type Super- / Suvre-. Il exclue cependant Sivry-sur-Meuse de la liste.

Homonymie probable avec les différents Sivry,, sauf Sivry-sur-Meuse (Superiacus 973)
La perche pourrait être pris au sens de « jeune bois » (« bois taillis »). La perche était, aussi, une ancienne mesure de longueur, généralement de dix à vingt-deux pieds, ou de superficie, ; dans ce cas, il s'agit d'une perche carrée, le mot « carrée » étant souvent sous-entendu.

## Histoire
Légende ou réalité, on dit de Sivry-la-Perche que cette commune avait été mise à contribution pour accueillir les porteurs de la peste et que son nom tiendrait du fait que les pestiférés étaient nourris à l'aide de grandes perches pour éviter tout contact avec eux et prolifération de la maladie.
Comme toutes les communes de Meuse, un bon nombre des enfants de Sivry-la-Perche sont partis pour la grande guerre sans jamais en revenir, un monument situé au centre du village leur rend hommage.

## Politique et administration
| Période                                  | Période      | Identité             | Étiquette | Qualité     |
| ---------------------------------------- | ------------ | -------------------- | --------- | ----------- |
| Les données manquantes sont à compléter. |              |                      |           |             |
| mars 2001                                | mars 2014    | Jacques Hirat        |           |             |
| mars 2014                                | juillet 2020 | Annie Nicaise Albert |           |             |
| juillet 2020                             | En cours     | Michaël Hirat        |           | Agriculteur |

## Population et société

### Démographie
L'évolution du nombre d'habitants est connue à travers les recensements de la population effectués dans la commune depuis 1793. Pour les communes de moins de 10 000 habitants, une enquête de recensement portant sur toute la population est réalisée tous les cinq ans, les populations de référence des années intermédiaires étant quant à elles estimées par interpolation ou extrapolation. Pour la commune, le premier recensement exhaustif entrant dans le cadre du nouveau dispositif a été réalisé en 2006.

En 2022, la commune comptait 279 habitants, en évolution de +2,57 % par rapport à 2016 (Meuse : −4,4 %, France hors Mayotte : +2,11 %).
| 1793 | 1800 | 1806 | 1821 | 1831 | 1836 | 1841 | 1846 | 1851 |
| ---- | ---- | ---- | ---- | ---- | ---- | ---- | ---- | ---- |
| 376  | 416  | 411  | 452  | 488  | 456  | 452  | 485  | 496  |

| 1856 | 1861 | 1866 | 1872 | 1876 | 1881 | 1886 | 1891 | 1896 |
| ---- | ---- | ---- | ---- | ---- | ---- | ---- | ---- | ---- |
| 474  | 487  | 407  | 379  | 400  | 403  | 400  | 360  | 307  |

| 1901 | 1906 | 1911 | 1921 | 1926 | 1931 | 1936 | 1946 | 1954 |
| ---- | ---- | ---- | ---- | ---- | ---- | ---- | ---- | ---- |
| 289  | 285  | 264  | 219  | 235  | 209  | 197  | 181  | 189  |

| 1962 | 1968 | 1975 | 1982 | 1990 | 1999 | 2006 | 2011 | 2016 |
| ---- | ---- | ---- | ---- | ---- | ---- | ---- | ---- | ---- |
| 214  | 183  | 250  | 278  | 275  | 271  | 259  | 257  | 272  |

| 2021 | 2022 | - | - | - | - | - | - | - |
| ---- | ---- | - | - | - | - | - | - | - |
| 277  | 279  | - | - | - | - | - | - | - |

## Culture locale et patrimoine

### Lieux et monuments
- Église Saint-Laurent datant de la fin XVIIIe - début XIXe siècle.
- Quelques lavoirs de la même époque que l'église.
- Monument aux morts.
- Croix de mission 1893.

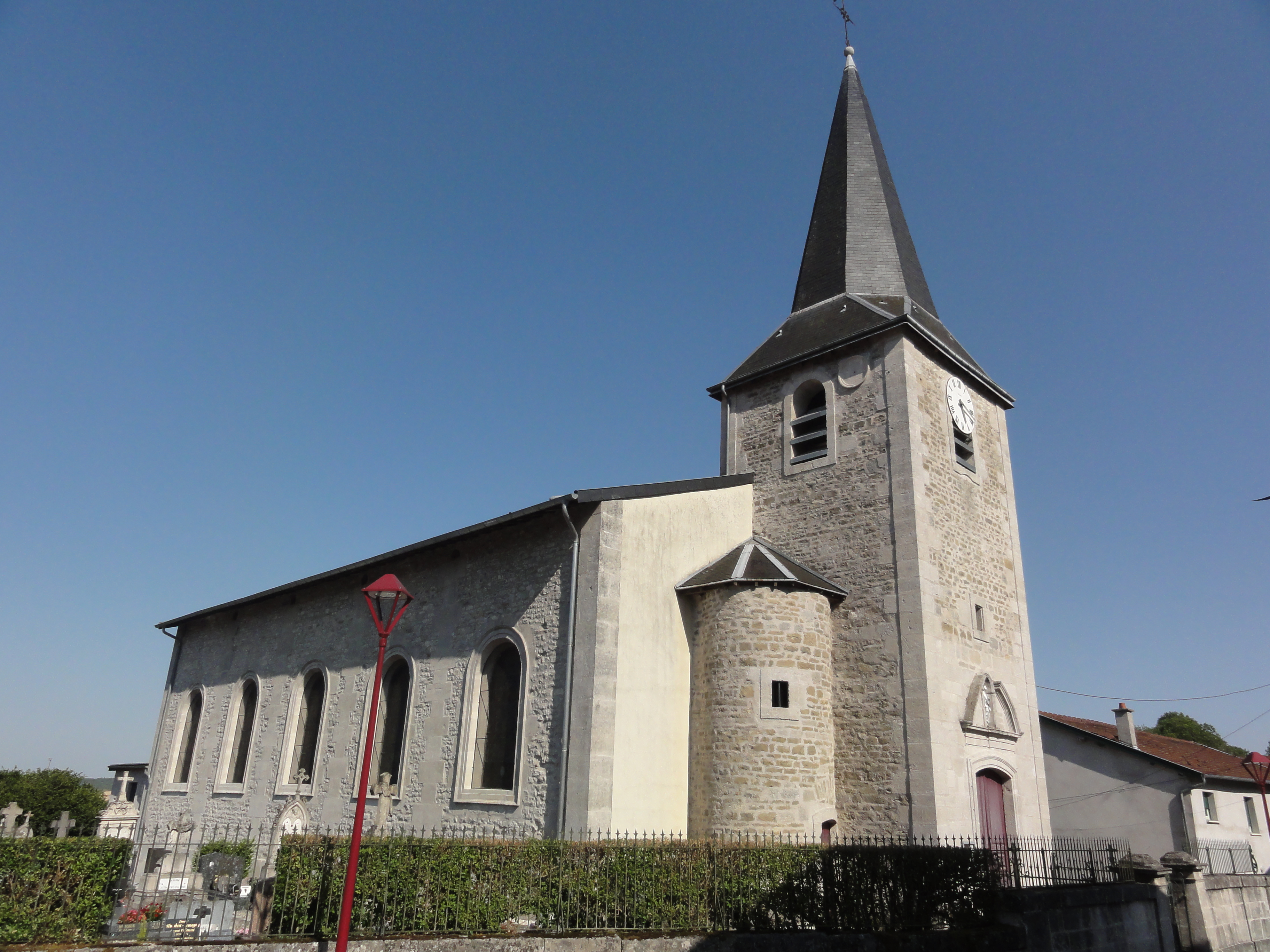
Église Saint-Laurent.
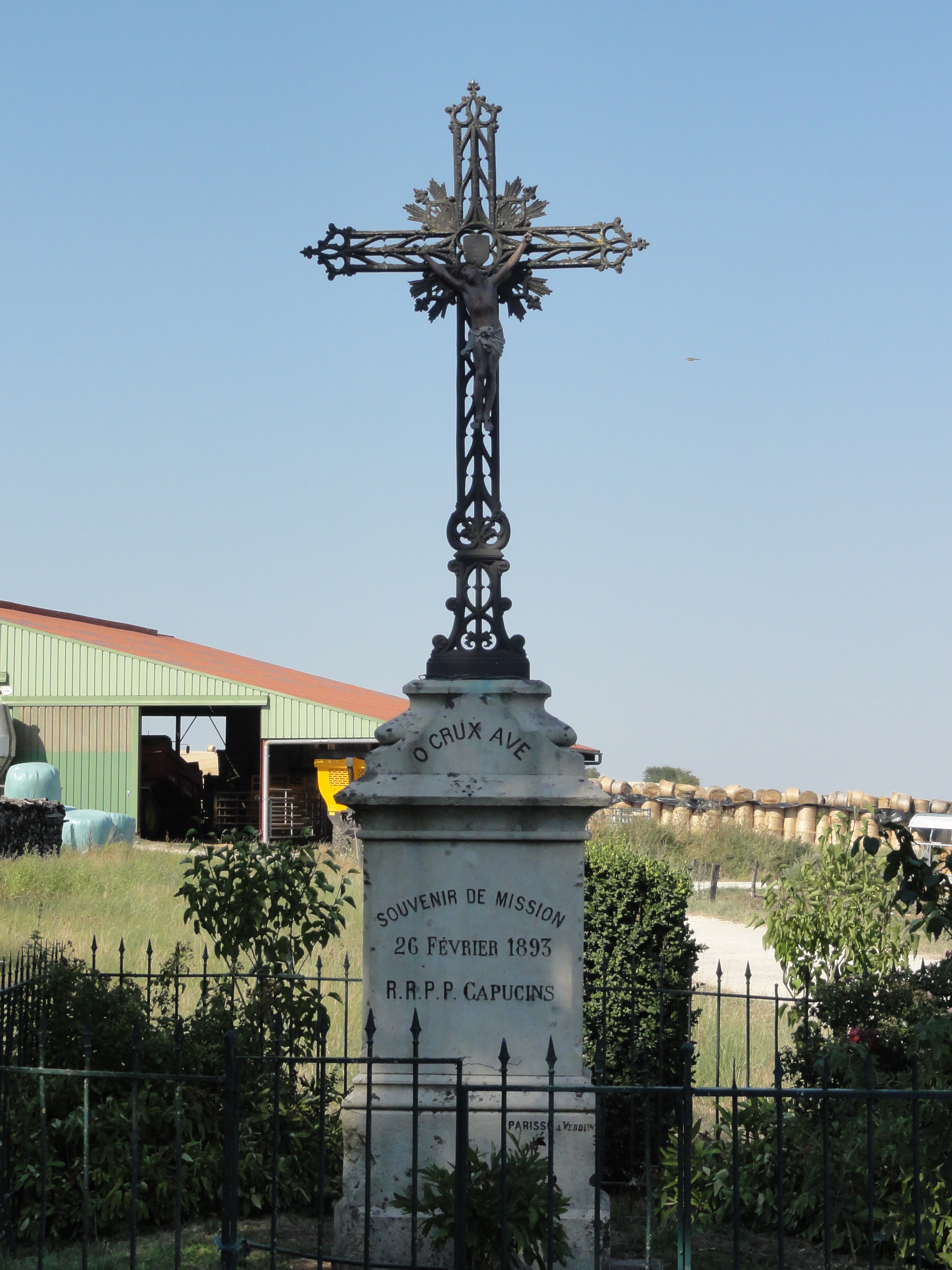
Croix de mission 1893.

### Personnalités liées à la commune
- Paul Lemagny (1905-1977), artiste dessinateur et graveur français, issu d'une famille originaire de Sivry-la-Perche (mais né à Dainville-Bertheleville), passe ses premières années dans cet environnement campagnard et forestier auquel il restera profondément attaché sa vie durant et qui marquera son œuvre. Il est inhumé à Sivry-la-Perche.

### Héraldique, logotype et devise
| Blason de Sivry-la-Perche | Blason  | Coupé : au 1er d'or au chardon coupé de sinople et fleuri de trois pièces de gueules, au 2e d'azur à deux jalons mires d'arpentage d'argent et de gueules, passés en sautoir, soutenus d'une trangle ondée d'or. |
| Blason de Sivry-la-Perche | Détails | Création de R.A. Louis et D. Lacorde avec les conseils de la Commission Héraldique de l'UCGL. Adopté par la commune en octobre 2014.                                                                             |